# Dan Howell
Daniel James „Dan” Howell (n. 11 iunie 1991, Wokingham, Anglia, Regatul Unit) este un video blogger britanic și personalitate de radio. El este cel mai bine cunoscut pentru  canalul sau  de YouTube Daniel Howell care a ajuns la peste șase milioane de abonați. Împreună cu cel mai bun prieten și YouTuber, Phil Lester, a prezentat show-ul de divertisment de duminica seara, Dan și Phil pe BBC Radio 1 din ianuarie 2013 până în August 2014, și a prezentat la postul Internet Takeover  din septembrie 2014 până în aprilie 2016.

## Viața personală
Howell a fost crescut în Wokingham, Berkshire, Anglia.
Înainte de a începe canalul lui de YouTube, a lucrat în magazinul Focus DIY la vârsta de 16 ani, și mai târziu la supermarket-ul Asda. După ce a participat la scoala The Forest School, Howell a mers la Universitatea din Manchester în 2010 pentru a studia dreptul, dar a renunțat.
Howell a trăit cu cel mai bun prieten și YouTuber, Phil Lester, începând cu luna August 2011 in Manchester, cei doi mutandu-se eventual la Londra împreună în iulie 2012.

## Cariera

### YouTube
Dan a incarcat pe 16 octombrie 2009 primul său video de pe YouTube, intitulat "HELLO INTERNET". El a fost încurajat de către "niște prieteni", inclusiv Phil Lester să incarce videoclipuri pe site-ul sau, danisnotonfire. De atunci el a postat peste 140 de videoclipuri pe canalul sau, avand in aprilie 2017 peste 6 milioane de abonati si peste 600 de milioane de vizionari.
El are, de asemenea, un al doilea canal, danisnotinteresting, care are peste 1,7 milioane de abonați și aproximativ 51 de milioane de vizualizări, în aprilie 2017.
În 2010, Howell si Lester au luat parte în liveshow-ul anual de 24 de ore Stickaid, o strangere de fonduri pentru caritate organizata de UNICEF.
În 2012, el a câștigat competitia de pe YouTube SuperNote condusă de Rhett și Link. De asemenea, el a aparut si în seria saptamanala Becoming Youtube creata de Benjamin Cook, care a analizat diferite aspecte despre cum sa devi o celebritate pe internet. De asemenea, el a scris un blog pentru Huffington Post, în care a scris despre procesul de creație din spatele videoclipurilor lui.
Pe 12 septembrie 2014, Howell și Lester a postat primul videoclip de pe noul lor canal de gaming pe YouTube, DanandPhilGAMES. Pe 8 martie 2015 la canalul a ajuns la 1 milion de abonați. A fost oficial cea mai rapidă creștere a unui canal pe YouTube.
Pe 1 aprilie 2015, Howell și Lester a lansat un nou canal, DanAndPhilCRAFTS, ca o farsa de 1 aprilie. Acesta dispune de un singur video în care au creat fulgi de zăpadă din hârtie, cu un stil de editare amator si umor de-a lungul video-ului. Acesta a ajuns la peste 154.000 de abonați și 500.000 de vizualizări într-o săptămână. "Don't cry, craft", replica foosita de acestia a devenit un popular meme , descris de Standard-Examiner ca "una dintre cele mai cunoscute fraze de pe YouTube din toate timpurile". Canalul a fost premiat cu Butonul argintiu YouTube pentru 100.000  de abonati la Summer in the City 2015. 
La data de 1 mai 2017 canalul de YouTube "danisnotonfire" și-a schimbat numele în "Daniel Howell"

### The Super Amazing Project
În 2011, Howell si Lester au creat un canal pe YouTube prin intermediul rețelei My Damn Chanel Intitulat The Super Amazing Project, acesta i-a prezentat pe cei doi discutand si investigand evenimente paranormale. Segmentele incluse sunt: "Intamplari Infricosatoare ale fanilor", unde publicul show-ului trimite lucruri infricosatoare vloggerilor pentru a reacționa, și "Știrile Din Această Săptămână", unde duo-ul a recapitulat ultimele știri vesele și clipuri video virale. În octombrie 2014, a fost anunțat că, din această lună Howell si Lester vor renunta sa lucreze la The Super Amazing Project , în scopul de a se concentra pe Radio 1. Mai tarziu au anuntat că The Super Amazing Project va fi găzduit de noi prezentatori, care au fost gasiti de către proprietarii canalului My Damn Channel.

### BBC Radio 1
În ianuarie 2013, Howell și Lester au devenit prezentatori la emisunea de duminica seara de pe BBC Radio 1. Au mai colaborat cu postul si înainte, facand videoclipuri pentru canalul de YouTube al postului de radio, pentru Edinburgh Festival Fringe și prezentand doua emisiuni de Crăciun. Spectacolul a fost conceput pentru a fi interactiv cu publicul, incluzand videoclipuri muzicale trimise de ascultatori, provocari și cereri de cântece. Patru luni după ce a început spectacolul, a câștigat premiul Sony Golden Headphones.
În August 2014, a fost anunțat că ultimul show Dan și Phil va fi difuzat pe 24 August, duo-ul trecand la o altă emisiune de luni seara. Acest nou spectacol intitulat Internet Takeover a fost prezentat de Howell, împreună cu Lester, live în prima zi de luni din fiecare lună, înainte de a se termina în aprilie 2016.

### Televiziune și film
Începând cu 2014, Howell și Lester au găzduit în întreaga lume livestream-ul YouTube de la Brit Awards, realizand si videoclipuri din spatele scenei pentru canalul lor.
În 2015, Howell, împreună cu Lester, a avut aparitii vocale la lansarea in Marea Britanie a filmului Big Hero 6 ca Tehnicienii 1 & 2.
Pe 2 februarie 2016, BBC Three eSports a difuzat documentarul sau, The Supergamers.
În decembrie 2016, Howell si Lester au avut aparitii vocale in desenul animat de pe Disney Junior, The Lion Guard, ca doua gorile, Majinuni si Hafifu .

### The Amazing Book Is Not On Fire si The Amazing Tour Is Not On Fire
Pe 26 martie 2015, Howell și Lester au anunțat prin intermediul unui trailer ca au scris impreuna o carte, The Amazing Book Is Not on Fire (TABINOF). A fost lansata în Marea Britanie pe 8 octombrie 2015 și la nivel mondial pe 15 octombrie 2015, publicata de Ebury Press și Random House Cărți pentru Copii. Cartea a ajuns in topul Sunday Times al celor mai bine-vandute carti, fiind vandute 26,745 de copii în Marea Britanie în prima săptămână de la lansare. De asemenea, a devenit #1 in clasamentul New York Times Bestseller pentru cartile adresate tinerilor.
În aceeași trailer perechea a anunțat spectacolul teatral The Amazing Tour Is Not on Fire (TATINOF) pe care il vor organiza, călătorind prin Marea Britanie în octombrie și noiembrie 2015, încheindu-se la London Palladium.
Pe 22 aprilie 2016 pleaca in turneu in Statele Unite. Prima prestatie a avut loc la Playlist Live în Orlando, Florida ,dupa care au urmat si alte spectacole prin toata tara, tuneul incheindu-se pe 24 iunie, la Dolby, Hollywood, CA. A fost cel mai mare turneu organizat vreodata de vreun YouTuber. Mai târziu au vizitat Australia în August 2016 incepand din Perth și se terminand în Brisbane ,dupa care a urmat un turneu rapid prin Europa.

### Youtube Red Originals si Dan and Phil Go Outside
Pe 24 iunie 2016, au anunțat ca The Amazing Tour Is Not on Fire va fi l

## Premii și nominalizări
| An   | Premiul                                                                          | Candidatul                                     | Rezultatul   |
| ---- | -------------------------------------------------------------------------------- | ---------------------------------------------- | ------------ |
| 2013 | Premiul Sony Golden Headphones                                                   | Dan și Phil pe BBC Radio 1                     | Câștigat     |
| 2014 | Teen Choice Award -Colaborare pe internet                                        | The Photo Booth Challenge                      | Nominalizare |
| 2014 | Premiul Lovie- Persoanalitatea de pe internet a anului                           | Dan Howell                                     | Câștigat     |
| 2016 | British Online Creator Awards - Filmul Anului                                    | The Amazing Tour Is Not On Fire - Film Oficial | A câștigat   |
| 2016 | British Online Creator Awards - Colaborarea Anului                               | (Cu Phil Lester) Phil is not on fire 7         | A câștigat   |
| 2016 | British Online Creator Awards- Colaborarea Anului                                | (Cu Phil Lester) Dan & Phil Povestea TATINOF   | Nominalizat  |
| 2016 | British Online Creator Awards-Seria anului                                       | Internet Support Group                         | Nominalizat  |
| 2016 | British Online Creator Awards-Colaborarea Anului                                 | (Cu Louise Pentland) Our Awkward Fancy Meal    | Nominalizat  |
| 2016 | British Online Creator Awards-Cea mai buna utilizare a tehnologiei intr-un video | Dan și Phil EXPERIENTA AUDIO 3D                | Nominalizat  |
| 2016 | British Online Creator Awards - Creatorul anului                                 | Dan Howell                                     | Nominalizat  |